# Limnonectes kadarsani
Espèce
Statut de conservation UICN

 LC  : Préoccupation mineure
Limnonectes kadarsani est une espèce d'amphibiens de la famille des Dicroglossidae.

## Répartition
Cette espèce est endémique des petites îles de la Sonde en Indonésie. Elle se rencontre sur les îles de Florès, de Lombok, de Sumbawa, d'Adonara et de Lembata jusqu'à 1 200 m d'altitude.

## Description
Les mâles mesurent de 54,0 à 120,0 mm et les femelles de 53,5 à 107,0 mm.

## Étymologie
Cette espèce est nommée en l'honneur de Sampurno Kadarsan.

## Publication originale
- Inger, Boeadi & Sancoyo, 1996 : Limnonectes kadarsani (Amphibia: Anura: Ranidae), a new frog from the Nusa Tenggara Islands. Raffles Bulletin of Zoology, Singapore, vol. 44, no 1, p. 21-28 (texte intégral).